# لوكاس كامينسكي
لوكاس كامينسكي (بالبولندية: Łukasz Kamiński)‏ هو مؤرخ بولندي، ولد في 3 يونيو 1973 في فروتسواف في بولندا.